# Chandravamsha
Chandravamsha oder Chandramvamshi (Sanskrit चन्द्रवंशी candravaṃśī m., wörtlich „Monddynastie“), auch Somavamsha (सोमवंश somavaṁśa), ist eine mythische Dynastie im Hinduismus. Sie teilt sich in zwei Hauptlinien, die Yadava und die Paurava. Noch heute bezeichnen sich verschiedene indische Familiengruppen als Nachfahren dieser Dynastie.

## Abstammung
Diese Monddynastie stammt vom Mondgott Chandra ab, wobei die Stammbäume in den indischen Schriften nicht einheitlich angegeben werden. Dessen Sohn Budha (»Merkur«) heiratete Manus Tochter Ida. Von diesen stammen in fünfter Generation Yadu und Puru ab, die namengebenden Ahnherren der beiden Linien.
Der bekannteste Vertreter der Yadava-Familie ist Krishna, ein Avatar des Gottes Vishnu, der der Sage nach als Fürst über Dvaraka herrschte. Die Linie der Paurava teilte sich später in die verfeindeten Linien der Pandava und Kaurava, deren Kämpfe im indischen Nationalepos Mahabharata beschrieben werden.
Die Sonnendynastie (Suryavamsha) dagegen stammt von Idas Bruder Ikshvaku ab.